# Demonax laticollis
Demonax laticollis là một loài bọ cánh cứng trong họ Cerambycidae.